# 横山中学
横山中学（当地简称横中）是陕西省榆林市横山区的一所标准化高中，创建于1955年，是县内三所高级中学之一。

## 概述
1955年，建校以来，创始人为黑义忠。1999年被评为陕西省级卫生先进单位，2001年被评委被评为“榆林市五四红旗团委”，2003年重新通过市重点高中验收，2004年被评为“陕西省以校为本教学研究制度建设实验学校”，2005年被评为“陕西省现代教育技术实验学校”，被中国教育学会中小学信息技术专业委员会评为“全国中小学信息技术道德教育实验学校”。
横山中学位于横山城的中心区域，学校占地102亩，建筑面积4.2万平方米，共有教学楼一幢、办公楼一幢、图书实验楼一幢、学生公寓楼两幢、教工住宅楼七幢、大礼堂、400米环形跑道操场、篮球场、多媒体联合室、微机室、语音室、图书室、师生阅览室、校史展室等，理化生实验室、音体美器材达到国家Ⅰ类标准。截至2011年，学校现有64个教学班，其中高中54个，初中10个，在校学生4540人。教职工270人，其中专任教师187人，特级教师3人，高级教师54人，中级职称59人，学科带头25人，骨干教师68人。升学率和在校学生比例分别占到90%和65%。

## 知名校友
- 高岗：中华人民共和国中央人民政府原副主席